# 392120 Heidiursula
392120 Heidiursula è un asteroide della fascia principale. Scoperto nel 2009, presenta un'orbita caratterizzata da un semiasse maggiore pari a 1,8936999 UA e da un'eccentricità di 0,1145617, inclinata di 22,44295° rispetto all'eclittica.